# Fehér Ipoly Kálmán
Fehér Ipoly Kálmán (Ipolyvisk, 1842. április 11. – Pannonhalma, 1909. október 27.) bencés szerzetes, tanár, pannonhalmi főapát, helytörténész, természettudományi író, a Magyar Tudományos Akadémia tiszteleti tagja (1896).

## Élete
Fehér Kálmán László néven született, Fehér János uradalmi tiszttartó és Darányi Anna gyermekeként. Komáromban járt gimnáziumba, majd annak elvégzése után 1858-ban – Lipót néven – belépett a bencés rendbe. 1865-ben szentelték áldozópappá, 1864 és 1874 között a magyar történelem tanára a pannonhalmi főapátsági líceumban, majd 1874 és 1882 között az esztergomi főgimnázium igazgatója, majd 1882 és 1892 között a szegedi tankerület főigazgatója. 1885-ben miniszteri megbízásból nagyobb tanulmányutat tett Bajorországban, 1889-ben Szerbiában és Bulgáriában. 1892-től haláláig pannonhalmi főapát volt. 1893-tól az Országos Közoktatási Tanács másodelnöke. Megíratta és kiadta a bencés rend történetét. 
Matematika-, fizika-, kémiatankönyveket írt, továbbá számos tanulmányt a középiskolák szervezeti és tantervi problémáiról, a tanügyigazgatás reformjáról. Az 1870-es évek elejétől évtizedeken át használták középiskolai kísérleti fizikai és kémiai tankönyveit. Főigazgatóként pedagógiai és oktatásszervezeti, győri vonatkozású értekezéseket publikált. 1874-ben a Magyar Orvosok és Természetvizsgálók győri nagygyűlésére szerkesztésében jelent meg a Győr megye és város egyetemes leírása című monográfia, melyben több tanulmánya szerepel. Egyes tanulmányait a nagy rendtörténet fontos előzményének és előtanulmányának tekinti a rendi felfogás.

## Művei
- A bajor középiskolák szervezete és eljárása. Győr, 1888
- Győr megye és város egyetemes leírása. szerk.  Győr, 1874
- Győr, Pannonhalma, Hédervár. Győr, 1874
- Kísérleti természettan. Pest, 1871–1873
- A vegytan rövid vázlata. Pest, 1872